# 有戶站
有戶站（日语：／ Arito eki */?）是位於青森縣上北郡野邊地町字小澤平，屬於東日本旅客鐵道（JR東日本）的大湊線車站。

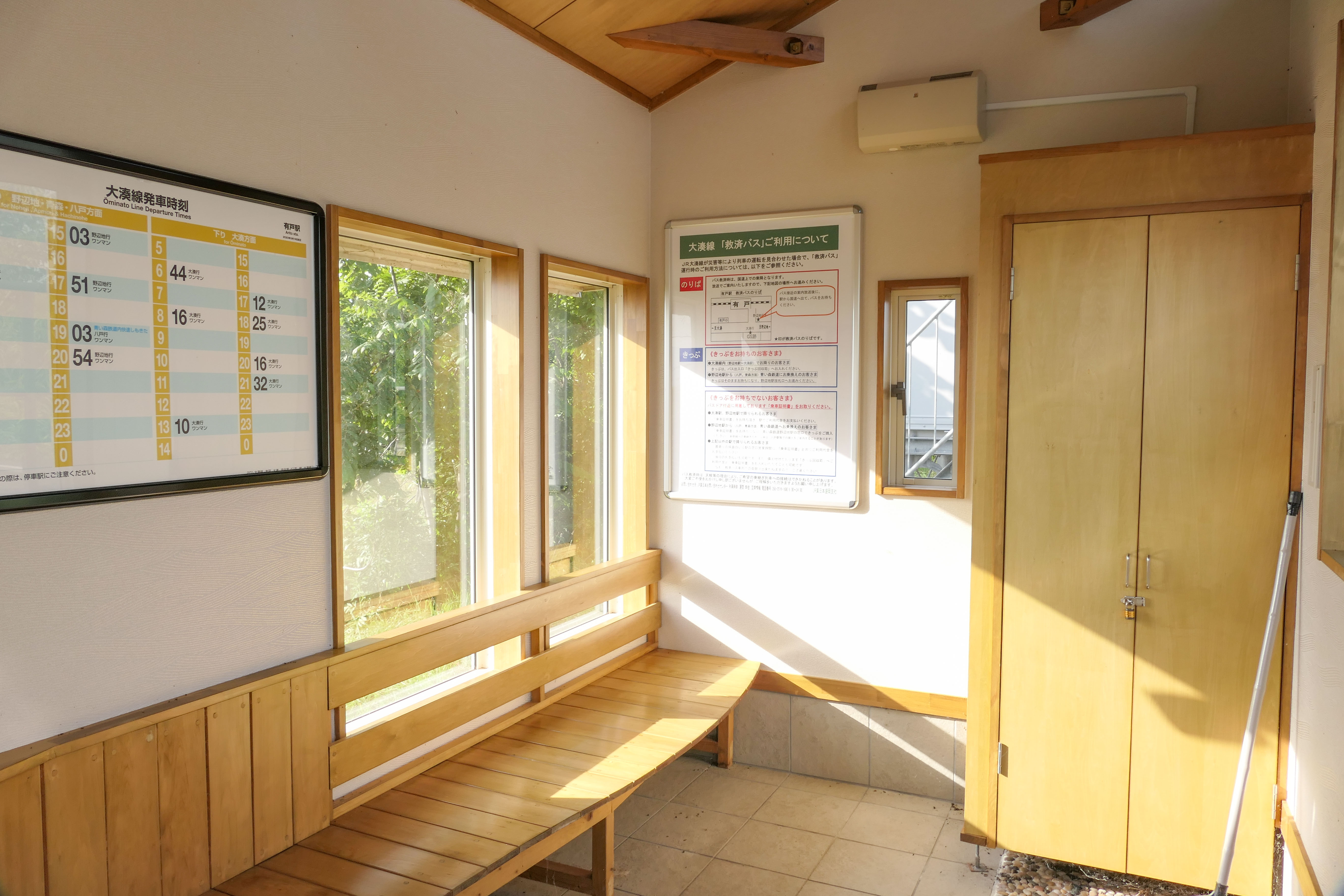
車站內部(2023年7月)

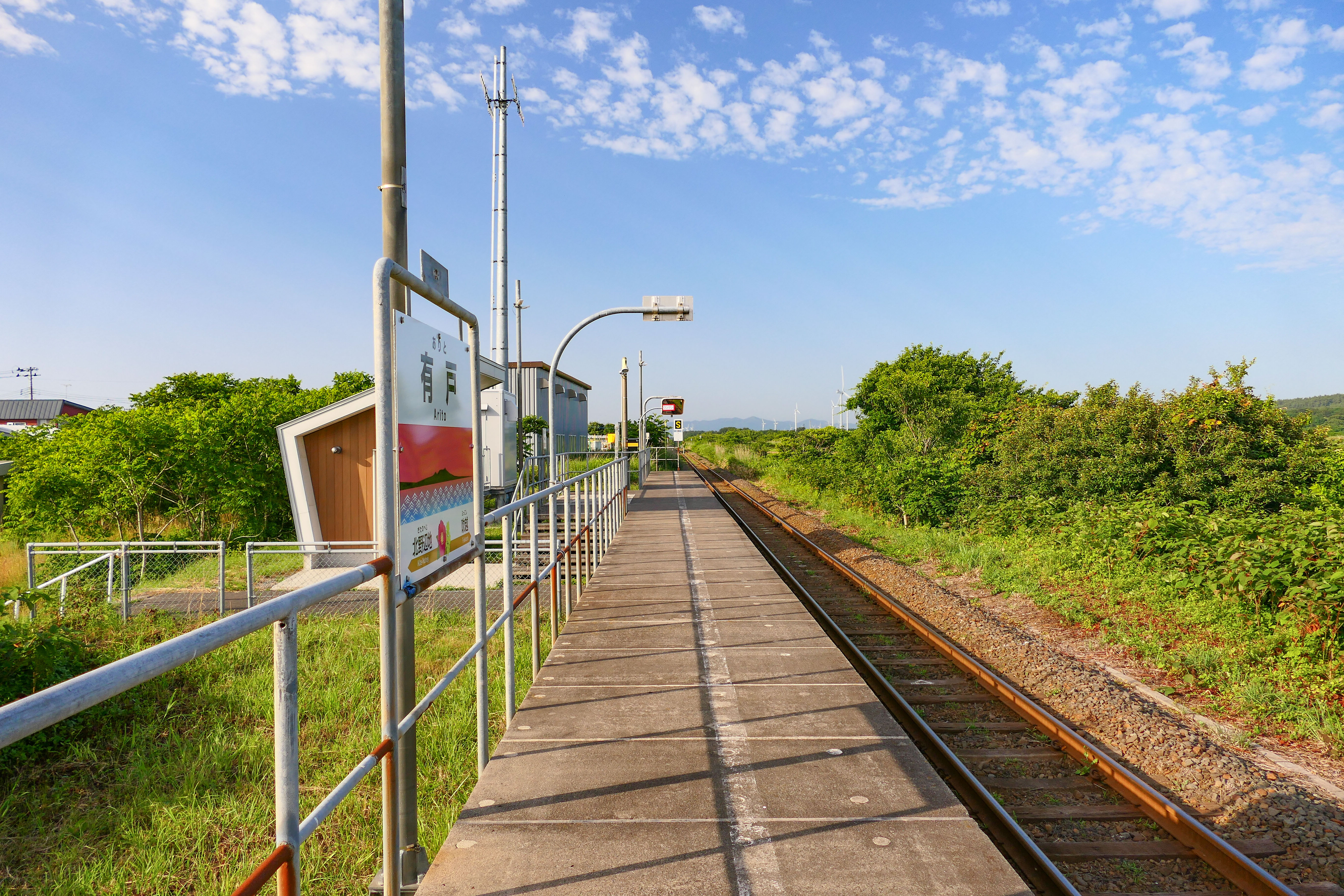
月台(2023年7月)

## 歷史
- 1921年（大正10年）3月20日：車站啟用。
- 1972年（昭和47年）3月15日：結束貨物起卸業務，成為無人車站。
- 1987年（昭和62年）4月1日：伴隨國鐵分割民營化，車站由東日本旅客鐵道（JR東日本）營運[1]。
- 2010年（平成22年）12月4日：隨著野辺地站由青森鐵道接管，車站由大湊站管理。

## 車站構造
此站是設有1面1線單式月台的地面車站，月台上設有小型候車室。此站是由大湊站管理的無人車站。

## 車站周邊
- 有戶簡易郵局
- 陸奧灣
- 國道279號 (日本)

## 相鄰車站
東日本旅客鐵道（JR東日本）
■大湊線
□快速「下北」
通過
■普通
北野邊地－有戶－吹越

## 注腳
1. ↑  『交通年鑑 昭和63年版』 交通協力會，1988年3月。

## 外部連結
- 車站資訊（有戶）：東日本旅客鐵道（日語）